# 藤間あゆ美
久住 あゆみ（久住 あゆみ、1986年5月4日 - ）は、日本のエッセイスト、元モデル、元グラビアアイドル。大阪府出身。東京都在住。ヒラタオフィスに所属していた。

## 来歴
- 2007年サッポロビールイメージガールとして、広く世間に知られることとなった。関東地方においては、山手線等の車内の扉上のモニターで流れる番組（クイズを兼ねたCM様のもの）、飲食店のポスターで知った向きも多い。
- 2008年10月、それまで所属していたビッグアップルがヒラタオフィスと統合するに伴い、ヒラタオフィスの所属となる。
- ヒラタオフィスに所属後はTVCMや企業の広告、ファッションショーなど、モデル業をスタートするようになる。
- 2013年6月、ブログにて結婚を発表。2014年7月23日のブログで第1子となる長男を出産したと発表。ブログではその後も子育て、芸術鑑賞、読書等の幅広い経験を語る。2015年8月、ブログで第2子妊娠を発表。
- 第2子出産後しばらくの休業期間を経て、2022年現在エッセイストとして活動している[1]。また、これまでの「藤間あゆ美」から「久住あゆみ」に改名している[1][出典無効]。
- 2022年5月31日 ヒラタオフィスを退社し、個人事務所を設立したことをInstagramで報告。

## 人物
- 趣味：読書、執筆、映画鑑賞、芸術鑑賞、カメラ、ダンス

## 出演歴

### 広告
- サッポロビール : イメージキャラクター（2006.11.27～2007.12.31）[2]
- ノバルティスファーマ『エクア』イメージキャラクター（2010年）

### ショー
- きものショー「鈴乃屋清鈴苑きものショー」（2009-2016）
- 東日本大震災復興支援チャリティーショー「日本の心・日本の絆」（2011-2016）
- YUMI KATSURA PARIS 45TH ANNIVERSARY（2009年）
- 2010 Alpha Bianca Buyers Collection（2010年）
- 富士山静岡空港開港記念アジア文化交流プロジェクト『Asia Bridal Summit 2009』（2009年）
- 25ANS『サスティナ・チャリティガラ』（2010年）

### CM
- 競輪「カフェ」篇（2010.2.8 - ）
- サッポロビール 黒ラベル『繁盛店の生』篇 TVCM 2007年
- 牛角「焼肉のタレ」TVCM （2010年）
- ANA 全日空 企業CM「羽田を待っていた」篇（2010年）
- サントリー ビタミンウォーターTVCM 「フタ」篇 （2010.9〜）
- 花王 フレグランスニュービーズ TVCM 「バレエ」篇 (2017年)
- モスバーガー クリームチーズテリヤキバーガー CM「みんなのおいしさチェック（クリームチーズテリヤキバーガー）」(2018年)
- 山崎製パン「ランチパック」
- auスマートバリューTVCM 女性オペレーター役（2012年8月16日 - ）

### 雑誌
- 和のウエディング
- 美しいきもの
- サンケイエクスプレス
- 週刊プレイボーイ
- 週刊ヤングマガジン
- 週刊ジャンプ
- 週刊アスキー
- 週刊フラッシュ
- 週刊SPA![注 1]
- 週刊現代(2010年、講談社、最後のグラビア写真）
- VERY NaVY（女性ファッション誌）久住あゆみさん「エレガントを生き方にする方法」（2022.11月号、光文社）

### Web連載
- Family（2022年3月28日 - 、Bright Choice）[3]
- Pieces of Journey（2022年6月27日 - 、Richesse）[1]
- On Beauty(2023.1-11-）（スキンケアブランドmeeth）
- The Moment（2022.5-）（HODINKEE）